# Geschichte Luxemburgs

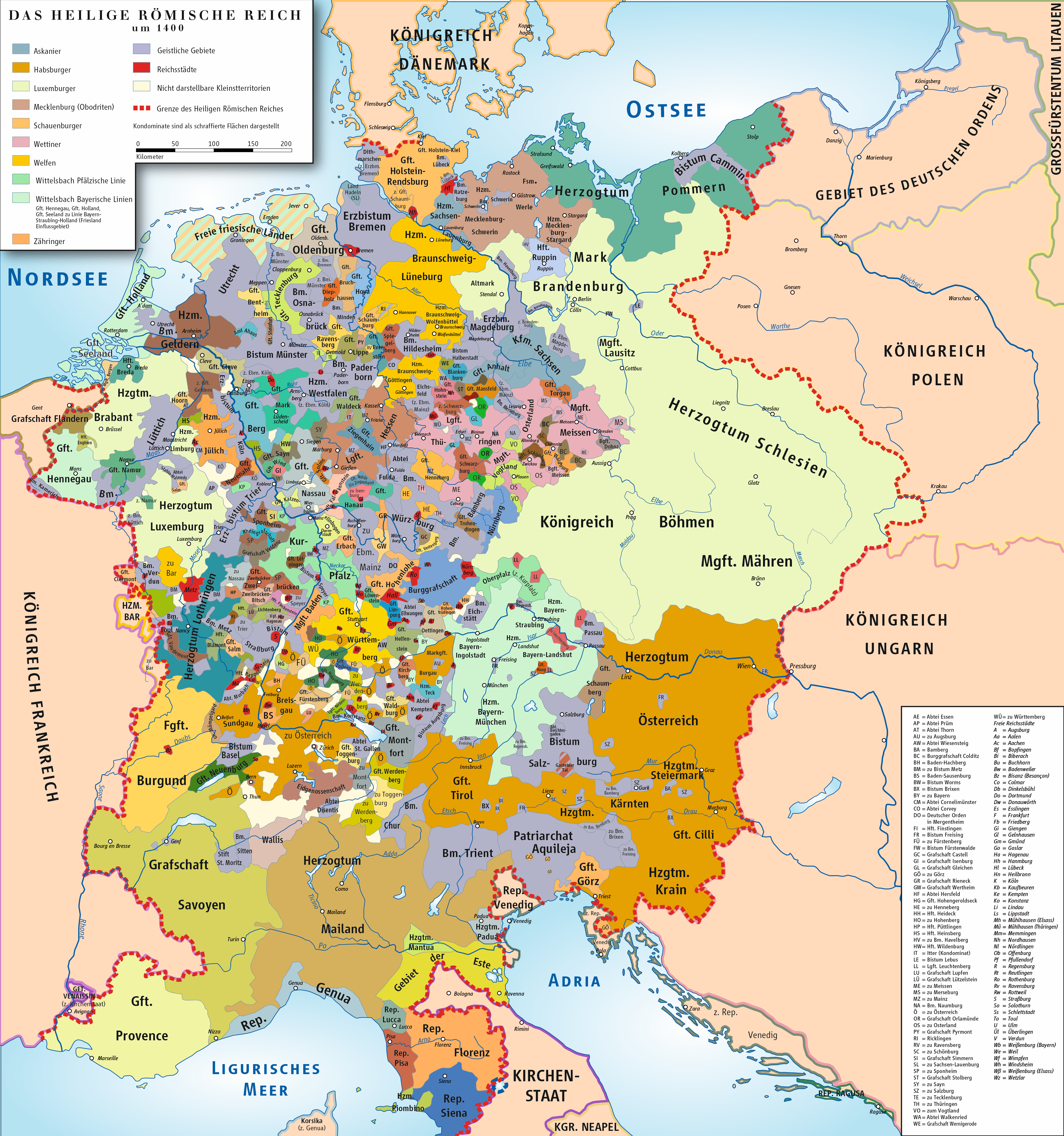
Heiliges Römisches Reich um 1400

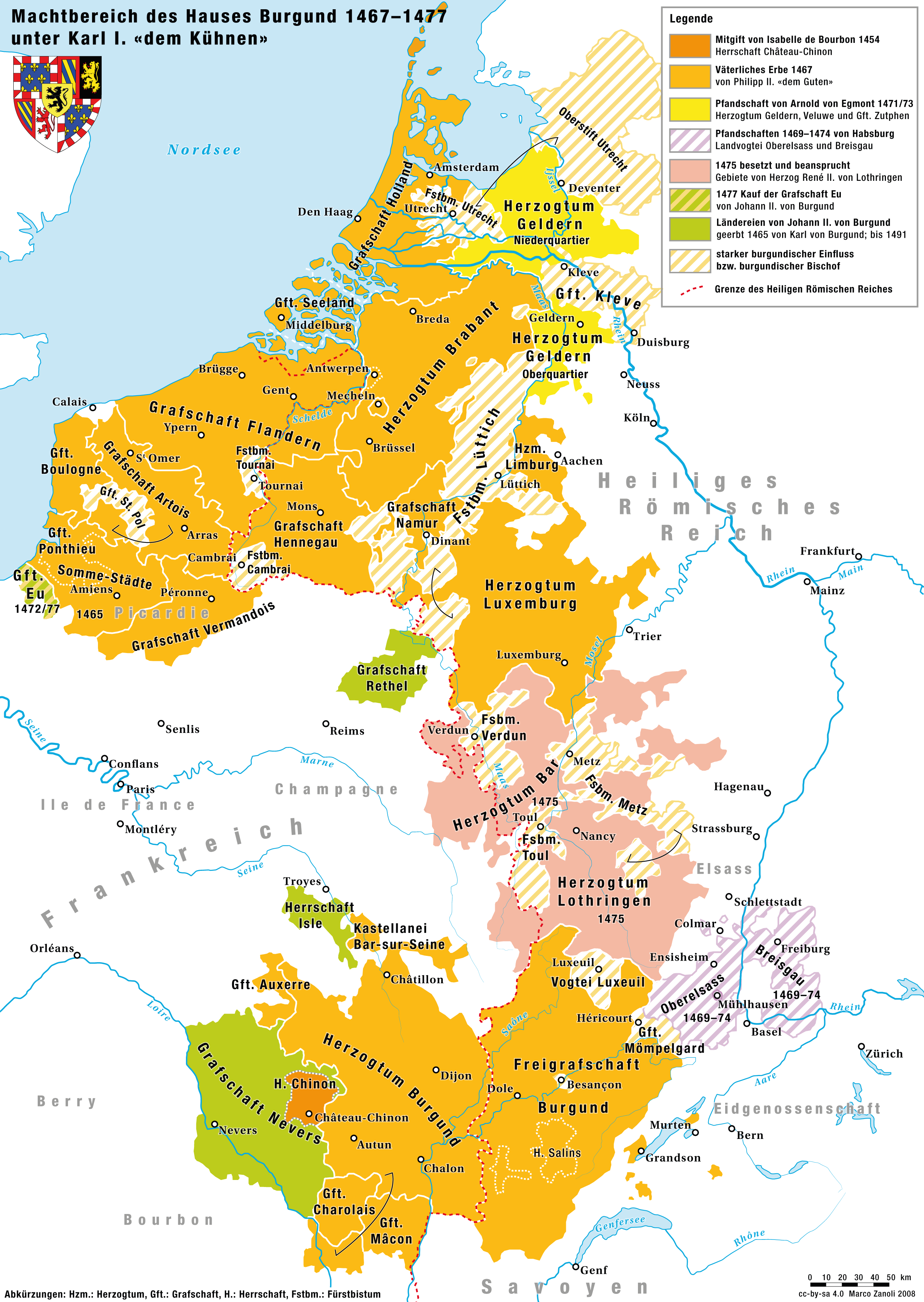
Herrschaftsgebiet Karls I. des Kühnen 1465/67–1477

Provinzen Frankreichs (1477). Die burgundischen Territorien in Gelb; die rote Grenze zwischen Frankreich und dem Heiligen Römischen Reich verläuft quer hindurch. Die Grafschaft Luxemburg gehört zu den burgundischen Reichslehen.

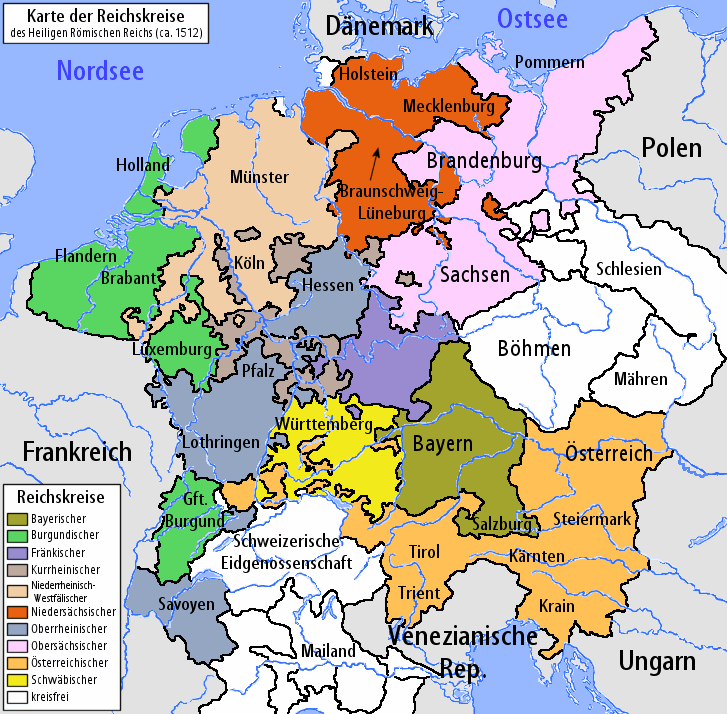
Reichskreiseinteilung seit 1512. Kreisfreie Territorien sind weiß dargestellt.

Grenzänderungen Luxemburgs zwischen 1659 und 1839:

Deutscher Bund 1815–1866

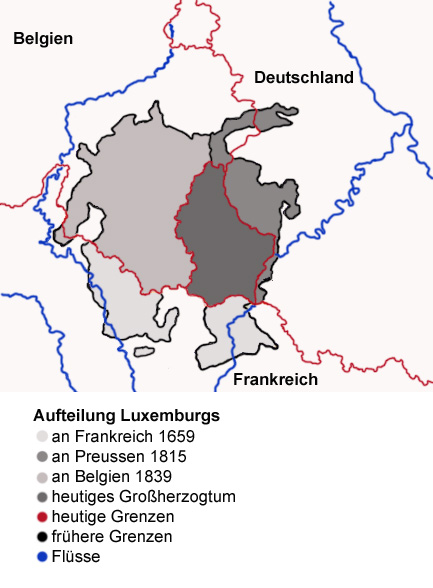
Karte der Abtrennungen Luxemburgs

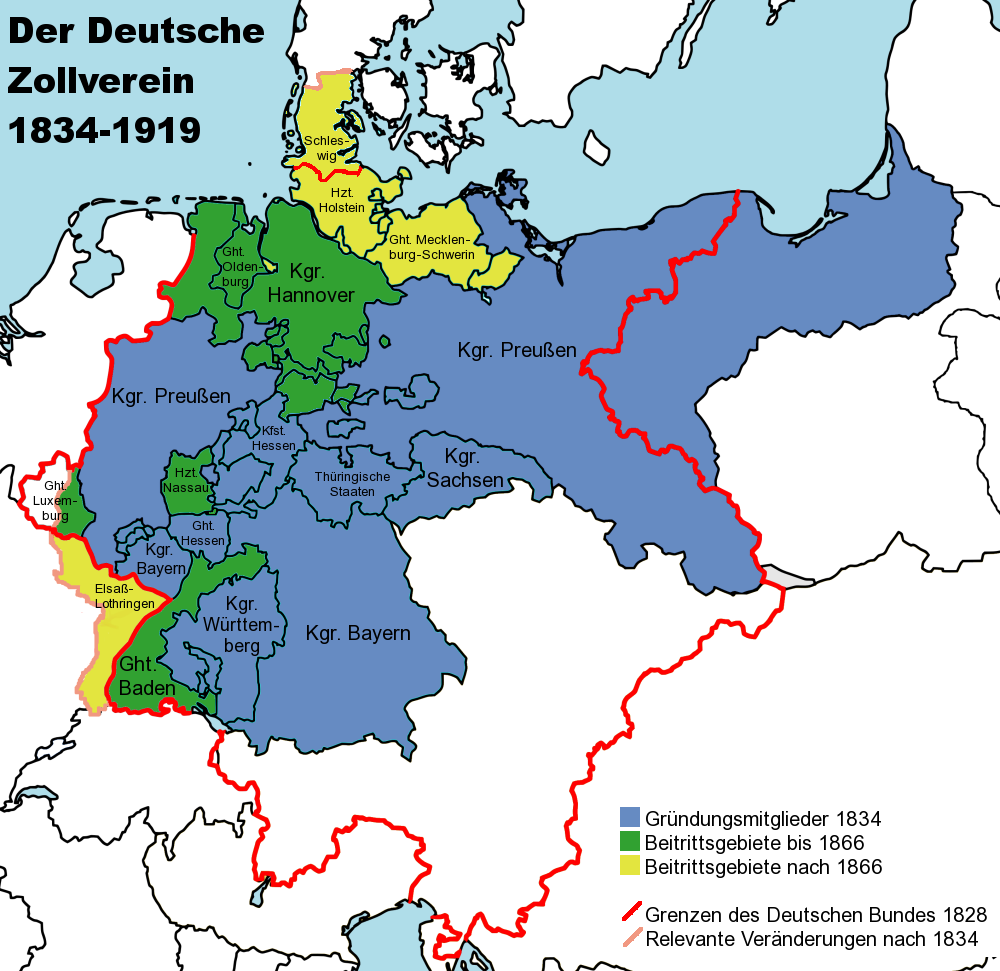
Der Deutsche Zollverein 1834–1919
blau = zum Zeitpunkt der Gründung
grün = Erweiterungen bis 1866
gelb = Erweiterungen nach 1866
rot = Grenzen des Deutschen Bundes 1828
rosa = Relevante Veränderungen nach 1834

## Vorgeschichte und Römer
Siedlungsspuren auf dem Gebiet des heutigen Luxemburgs gehen bis ins Paläolithikum zurück (Oetringen). Die neolithische Besiedlung beginnt mit der Linearbandkeramik. Das reiche Grab von Göblingen-Nospelt stammt aus der späten Latènezeit und verrät starken römischen Einfluss. Der Titelberg war in dieser Zeit das wichtigste Oppidum in Luxemburg. Ungefähr einhundert Jahre später drangen Römer in das Land ein, als Caesar um 58–51 v. Chr. Gallien und einen Teil von Germanien bis zur Rheingrenze eroberte. Das Gebiet des heutigen „Luxemburgs“ wurde vor allem von den Treverern bewohnt, es wurde Teil des Imperium Romanum.
Im 5. Jahrhundert n. Chr. drängten die germanischen Franken die Römer zurück. Wandermönche missionierten die Menschen zum Christentum und bauten Klöster. Das Kloster Echternach wurde vom angelsächsischen Missionar Willibrord im Jahre 698 gegründet.

## Grafschaft Luxemburg innerhalb des Fränkischen Reiches
Nach der Reichsteilung unter den Enkeln Karls des Großen im Vertrag von Verdun kam es im Jahr 843 zunächst zum lotharingischen Mittelreich, 859 zum Herzogtum Oberlothringen und mit diesem im Jahr 925 zum Ostfränkischen Reich, dem Vorläufer des römisch-deutschen Reiches.
Für die siedlungspolitische und kulturelle Situation des Herzogtums waren Macht- und Kulturzentren von Bedeutung wie die Städte mit dem Recht auf Münzprägung oder die Klöster. Allein die Abtei von Echternach lag auf dem Gebiet des heutigen Luxemburg. Die spätere Reichsabtei Echternach war jedoch ein reichsunmittelbares Territorium innerhalb des Heiligen Römischen Reichs und gehörte damit nicht zu Luxemburg. Die scheinbare Kontinuität zwischen der mittelalterlichen Grafschaft und dem heutigen Nationalstaat ist jedoch eine a-posteriori-Konstruktion der späteren nationalen Geschichtsschreibung. Auch wichtige Handelswege aus römischer Zeit führten über Luxemburg. So spielte Luxemburg vor allem durch die geografische Lage eine strategisch bedeutsame Rolle, und das bis zur Schleifung der Festung Luxemburg im 19. Jahrhundert.
 Die später namensgebende Burg Lucilinburhuc (oder Lützelburg) (an der Stelle der heutigen Hauptstadt Luxemburg) wurde 963 erstmals urkundlich erwähnt, als Graf Siegfried I. den Bockfelsen, auf dem sich die Burg befindet, im Tausch mit der Reichsabtei Sankt Maximin in Trier gegen Ländereien in Feulen erwarb. Siegfrieds Nachkommen bezeichneten sich ab Konrad I. (1083) als Grafen von Luxemburg. Später wurde der Name ihrer Burg auf ihren gesamten Herrschaftsbereich übertragen.
Nach dem Aussterben der älteren Linie des Herrschergeschlechts und seiner Erben, der Grafen von Namur, kam die Grafschaft Luxemburg 1214 durch Heirat an den späteren Herzog Walram II. von Limburg. Im Streit mit Brabant um den Besitz Limburgs unterlag das Haus Luxemburg 1288 in der Schlacht von Worringen, doch kam es bald darauf zu einer Annäherung der beiden Häuser. Heinrich VII. von Luxemburg heiratete die Tochter des Herzogs von Brabant und bestieg 1308 sogar den deutschen Königsthron. Damit begann die historisch bedeutsamste Epoche des Hauses Luxemburg.

## Herzogtum Luxemburg innerhalb des Heiligen Römischen Reiches
Mit dem Erwerb der böhmischen Königskrone 1311 durch den Sohn Heinrichs VII., Johann von Luxemburg (Johann der Blinde), und dem darauffolgenden Aufbau einer starken Hausmacht im Osten des Heiligen Römischen Reichs (Altes Reich) sowie in Ungarn verlor das Stammland jedoch zusehends an Bedeutung für die Dynastie. Die Grafen von Luxemburg sollten im 14. und 15. Jahrhundert insgesamt vier römisch-deutsche Kaiser stellen. Heinrichs Enkel, Karl IV., erhob die luxemburgischen Stammlande 1354 zum Herzogtum. Karl sollte Luxemburg gar einmal kurzfristig an Kurtrier verpfänden.
Im Jahr 1441 verkaufte Elisabeth von Görlitz, die letzte Herzogin aus dem Haus Luxemburg, das Land an das französische Haus Burgund. Es blieb aber staatsrechtlich ein Lehen des Reiches. Nach dem Tod des letzten Burgunderherzogs Karls des Kühnen im Jahr 1477 kam Luxemburg mit dem gesamten burgundischen Erbe an Karls Tochter Maria und ihren Ehemann, den späteren Kaiser Maximilian von Habsburg.
Bei seiner feierlichen Abdankung im Jahr 1555 schlug Maximilians Enkel Karl V. die gesamten habsburgischen Niederlande, zu denen auch Luxemburg gehörte, seinem Sohn Philipp II., dem König von Spanien, zu. Von da an bis zum Aussterben der spanischen Habsburger bildete Luxemburg innerhalb des Heiligen Römischen Reiches einen Teil der Spanischen Niederlande, von dem sich ab 1568 die nördlichen, protestantischen Provinzen unter Führung Hollands abspalteten.
Aufgrund des habsburgisch-bourbonischen Gegensatzes wurde Luxemburg in den folgenden 200 Jahren immer wieder in die Kriege zwischen Frankreich und den Habsburgern hineingezogen. Im Jahre 1659 musste Spanien den südlichsten Teil des Herzogtums im Rahmen des Pyrenäenfriedens an Frankreich abtreten. Im Zuge seiner Reunionspolitik ließ König Ludwig XIV. von Frankreich das Land 1684 nördlich der neuen Grenze besetzen.
Im Frieden von Utrecht, der 1714 den Spanischen Erbfolgekrieg beendete, wurde der gesamte Länderkomplex, der etwa den heutigen Staaten Belgien und Luxemburg entspricht, innerhalb des Reichs der österreichischen Linie der Habsburger zugesprochen. Die Österreichischen Niederlande existierten innerhalb des Reiches bis zur Eroberung und Annexion des Landes durch Truppen der Französischen Revolution 1794. Von 1795 bis 1814 bildete das vorherige Herzogtum Luxemburg als Département Forêts („Wälder“) einen Teil der Französischen Republik und später des Französischen Kaiserreichs.

## Großherzogtum Luxemburg innerhalb des Deutschen Bundes
Der Wiener Kongress machte Luxemburg 1815 nominell zu einem selbständigen Großherzogtum, das unter den Königen des Hauses Nassau-Oranien in Personalunion mit dem Königreich der Vereinigten Niederlande verbunden war. Allerdings musste es die Gebiete östlich der Mosel, Our und Sauer mit rund 50.000 Bewohnern an Preußen abtreten. Rund 2300 Quadratkilometer, mit Orten wie Bitburg, Sankt Vith, Neuerburg oder Igel, wurden in die neu gegründete preußische Provinz Niederrhein (1822 erweitert zur Rheinprovinz) eingegliedert.
Im Unterschied zu den Gebieten des neu geschaffenen Königreichs der Vereinigten Niederlande, wurde Luxemburg Teil des Deutschen Bundes und war von 1842 bis Dezember 1918 Teil des deutschen Zollvereins. Als deutsche Bundesfestung erhielt die Hauptstadt Luxemburg eine preußische Garnison.
Als sich 1830/39 Belgien während der belgischen Revolution die Unabhängigkeit von den Niederlanden erkämpfte, erhielt es auf der Londoner Konferenz die wallonischen West- und Nordwestregionen Luxemburgs zugesprochen. Die neue belgische Provinz Luxemburg entstand aus mehr als der Hälfte des Großherzogtums Luxemburgs, mit rund 4300 Quadratkilometern, 160.000 Bewohnern und Städten wie Bastogne und Arlon.
Im Gegenzug erhielt Luxemburg mehr Autonomie, bis dahin war es mehr oder weniger wie eine niederländische Provinz regiert worden, ähnlich wie das Herzogtum Limburg von 1839 bis 1866. Im Jahre 1841 erhielt das Land eine ständische, 1848 eine später mehrmals revidierte Verfassung mit einem Zensuswahlrecht.
Nach dem preußischen Sieg im Deutschen Krieg von 1866 löste sich der Deutsche Bund auf. Unter der Führung Preußens wurde der Norddeutsche Bund als Bundesstaat gegründet, der jedoch Luxemburg nicht umfasste; die preußischen Truppen blieben gleichwohl vorerst dort.

## Luxemburgkrise

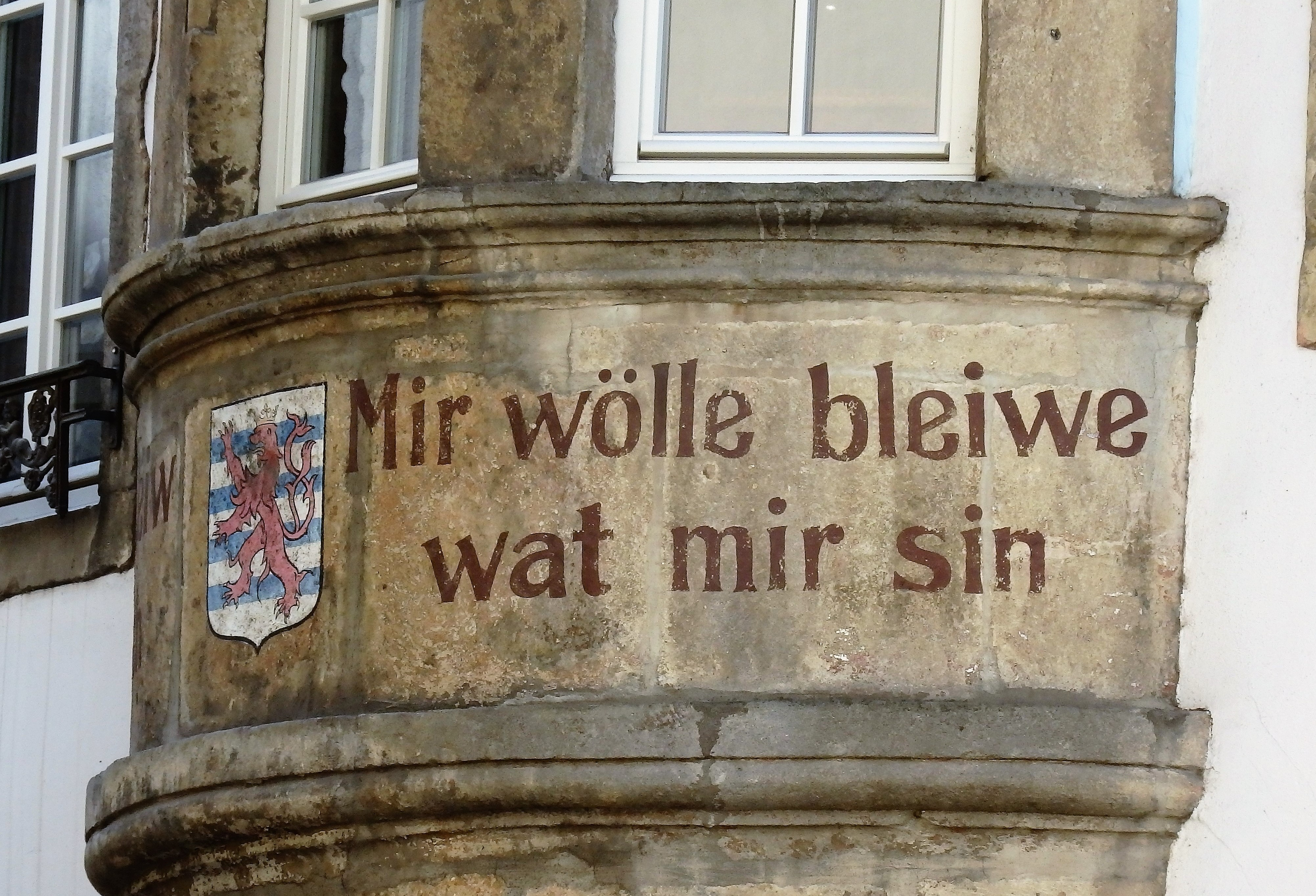
Fassadenbemalung an Luxemburger Altstadthaus

Vor dem Krieg von 1866 hatte der preußische Ministerpräsident Bismarck der französischen Regierung unter Napoleon III. signalisiert, sie könne Luxemburg annektieren, falls sie Preußen gegen Österreich freie Hand lasse. 1867 versuchte Napoleon III., Luxemburg von König Wilhelm III. der Niederlande zu kaufen. Die Öffentlichkeit im Großherzogtum und in den anderen Gebieten des Deutschen Bundes war empört und gegen den beabsichtigten Verkauf des Landes an Frankreich: Luxemburg, das Heimatland der Dynastie der Luxemburger, die vier römisch-deutsche Kaiser gestellt hatte, sollte nicht an Frankreich, den damaligen Erbfeind, fallen. Eine starke Protestbewegung plädierte mit ihrer Petition an den König-Großherzog Wilhelm III. für den Status quo. Der Wahlspruch „Mir wëlle bleiwe wat mir sinn“ wurde unter der luxemburgischen Bevölkerung populär. Die Krise mündete in den zweiten Londoner Vertrag von 1867, in dem das Land als Kompromiss für immer neutral erklärt wurde. Die deutsche Bundesfestung in Luxemburg wurde daraufhin geschleift. Frankreich kam nicht zum Zuge und die preußischen Truppen zogen ab.

## Vollständige Unabhängigkeit Luxemburgs
Die vollständige Unabhängigkeit erreichte Luxemburg nach dem Tod des niederländischen Königs Wilhelm III. im Jahr 1890. Da ihm in den Niederlanden seine Tochter Wilhelmina auf den Thron folgte, in Luxemburg aber das salische Erbfolgerecht galt, wurde die Personalunion aufgelöst. Somit fiel das Großherzogtum Luxemburg nach den Regeln der Thronfolge und dem bereits 1783 geschlossenen Familienpakt (Nassauischer Erbverein) an den bereits 73-jährigen Adolph von Nassau-Weilburg als nächsten Erbberechtigten. Er entstammte der älteren, „walramischen“ Linie des Hauses Nassau; die niederländische Dynastie Nassau-Oranien hingegen, entstammte der jüngeren, „ottonischen“ Linie des Geschlechts der Nassauer. Damit erhielt Luxemburg seine eigene erbliche Dynastie, das Haus Nassau-Weilburg.
Auch nach Entstehung des Norddeutschen Bundes und des Deutschen Reiches blieb das Großherzogtum jedoch bis 1919 weiterhin Mitglied im Deutschen Zollverein.

## Luxemburg im Ersten und Zweiten Weltkrieg

### Erster Weltkrieg
Hauptartikel: Luxemburg im Ersten Weltkrieg
Im Ersten Weltkrieg wurde Luxemburg am 2. August 1914 von deutschen Truppen besetzt. Bereits während des Krieges zeichnete sich eine innenpolitische Krise ab, welche nach dem Abzug der deutschen Truppen 1918 offen ausbrach. Die Öffentlichkeit war über die politische Zukunft des Landes gespalten, es manifestierten sich Bewegungen für eine Angliederung an Belgien oder Frankreich. Diese wurden von den jeweiligen Regierungen (Belgien: Regierung unter Léon Delacroix, Frankreich: unter Georges Clemenceau) diskret unterstützt; insbesondere Belgien erhob Anspruch auf das Großherzogtum. Die noch amtierende Großherzogin Marie Adelheid sah sich wegen der ihr vorgeworfenen prodeutschen Politik während des Krieges nicht nur im eigenen Land isoliert, sondern auch bei der belgischen und der französischen Regierung.
Am 9. Januar 1919 kam es zu Unruhen. Wegen des niedrigen Soldes kam es zu einer Befehlsverweigerung der kleinen Freiwilligenkompanie. Ein „Wohlfahrtsausschuss“, aus Liberalen und Sozialisten zusammengesetzt, nahm die Gelegenheit wahr und rief in der Hauptstadt die Republik aus. Der französische Befehlshaber Marschall Foch, der damals sein Hauptquartier in Luxemburg hatte, ließ die Menschenmenge auf der Place d’Armes von seinen Truppen zerstreuen, um Unruhen zu vermeiden. Die Republik überlebte knapp sechs Tage, allerdings ohne Unterstützung der breiten Öffentlichkeit. Am 15. Januar 1919 leistete Maria-Adelheids jüngere Schwester Charlotte ihren Eid als Nachfolgerin der Großherzogin, nachdem diese am 9. Januar schriftlich ihren Thronverzicht erklärt hatte.

### Referendum vom 28. September 1919
Das weitere Schicksal Luxemburgs entschied sich in Paris hinter den Kulissen. Wegen der wirtschaftlichen Nähe Luxemburgs zu Deutschland (Mitgliedschaft im Deutschen Zollverein) zweifelten einige ausländische Diplomaten die Unabhängigkeit des Großherzogtums an.
Am 28. September 1919 wurde im Großherzogtum Luxemburg ein doppeltes Volksreferendum abgehalten, das einerseits über die politische und andererseits über die wirtschaftliche Zukunft des Landes entscheiden sollte. Zur Abstimmung standen folgende Fragen:
Politische Orientierung: Ich wünsche:
- Die Beibehaltung der regierenden Großherzogin Charlotte
- Die Beibehaltung der regierenden Dynastie unter einer anderen Großherzogin
- Die Einsetzung einer anderen Dynastie
- Die Einführung der Republik

Wirtschaftliche Orientierung: Ich wünsche:
- Den wirtschaftlichen Anschluss an Belgien
- Den wirtschaftlichen Anschluss an Frankreich

Trotz einer vom Ausland diskret unterstützten pro-belgischen bzw. pro-französischen Propaganda entschied sich das Wahlvolk mit 77,8 Prozent der Stimmen für den Erhalt der Monarchie und das Verbleiben von Großherzogin Charlotte auf dem Thron. Für die Republik stimmten nur 19,66 Prozent. Damit erhielt die konstitutionelle Monarchie Luxemburgs eine demokratische Legitimation. Es gab jedoch starke regionale Unterschiede. In einigen Südgemeinden entschied sich eine Mehrheit für die Republik.
Nach dem Ende des Deutschen Zollvereins aufgrund der Bestimmungen des Friedensvertrags von Versailles und damit auch der Mitgliedschaft des Großherzogtums Luxemburg im Deutschen Zollverein stellte sich nunmehr die Frage der wirtschaftlichen Neuausrichtung. Im Volksreferendum entschieden sich 60,13 Prozent der Wähler für einen wirtschaftlichen Anschluss an Frankreich und 22 Prozent für einen wirtschaftlichen Anschluss an Belgien.
Die Beziehungen zu Belgien waren daraufhin getrübt, die Mission des „Prince de Ligne“, zusammen mit der Regierung eine Wirtschaftsunion auszuhandeln, war damit gescheitert. Das Angebot wurde zum Entsetzen der luxemburgischen Regierung und Bevölkerung von den Franzosen allerdings abgelehnt. Die französische Seite erklärte daraufhin der luxemburgischen Regierung, sie solle sich selbst mit der belgischen Regierung in der Zollfrage auseinandersetzen. Notgedrungen bat Luxemburg daher um eine Wirtschaftsunion mit Belgien.
So kam es, dass die Beziehungen mit Belgien wieder aufgenommen wurden und am 25. Juli 1921 eine Übereinkunft über die belgisch-luxemburgische Wirtschaftsunion unterschrieben wurde, die am 22. Dezember 1922 in Kraft trat.
1919 wurden weitere Reformen eingeleitet, darunter die Einführung des Frauenwahlrechts. Die politische Unabhängigkeit des Landes wurde in der Verfassung verankert, der politischen Macht der Monarchie wurden durch die Verfassung enge Grenzen gesetzt.

### Zweiter Weltkrieg

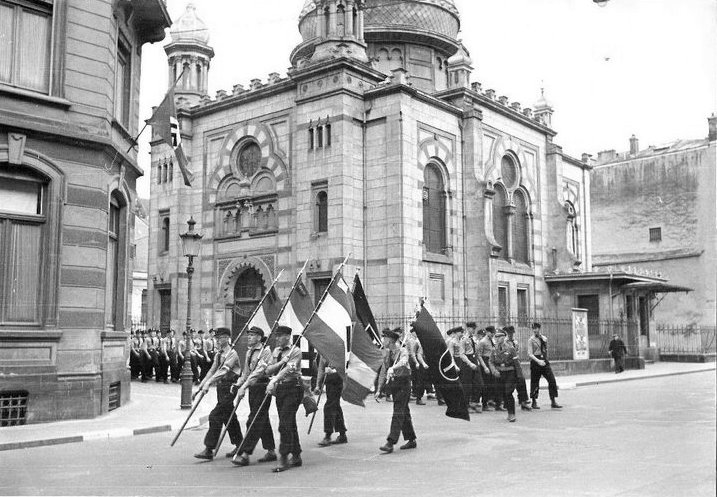
Nationalsozialistischer Aufmarsch vor der alten Synagoge (1943 von Nationalsozialisten zerstört)

Hauptartikel: Luxemburg im Zweiten Weltkrieg
Während des Zweiten Weltkrieges wurde Luxemburg am 10. Mai 1940 von der deutschen Wehrmacht besetzt. Großherzogin Charlotte und die luxemburgische Regierung flohen nach Großbritannien und etablierten sich dort als Exilregierung. Das Land wurde der deutschen Zivilverwaltung unterstellt. Diese übte der Gauleiter der NSDAP Gustav Simon (Gau Koblenz-Trier, später Moselland) mit Sitz in Koblenz aus. Als Chef der Zivilverwaltung war er direkt Adolf Hitler unterstellt. Faktisch wurde das CdZ-Gebiet Luxemburg im Laufe der Zeit immer mehr wie Reichsgebiet behandelt, eine förmliche Eingliederung in das Deutsche Reich fand aber nicht mehr statt.
Die Zivilverwaltung initiierte die sog. Volksdeutsche Bewegung (VDB), die unter dem Motto „Heim ins Reich“ einen auch formellen Anschluss an Deutschland erwirken sollte. Höhepunkt dieser Bestrebungen war der vergebliche Versuch, mittels eines als Volkszählung getarnten Referendums vom 10. Oktober 1941 ein solches Votum für einen Anschluss zu erzielen. Dabei wurden dem Volk drei Fragen zu „Staatsangehörigkeit“, „Muttersprache“ und „Volkszugehörigkeit“ gestellt, wobei die geschickt formulierten Erläuterungen nahelegen sollten, dass sich die Bürger nur zum Deutschtum bekennen könnten. Die luxemburgische Résistance verbreitete erfolgreich den Slogan „dräi mol letzebuerg“ („Drei Mal Luxemburg“), so dass die Zivilverwaltung bald die Aktion als gescheitert einstellte.

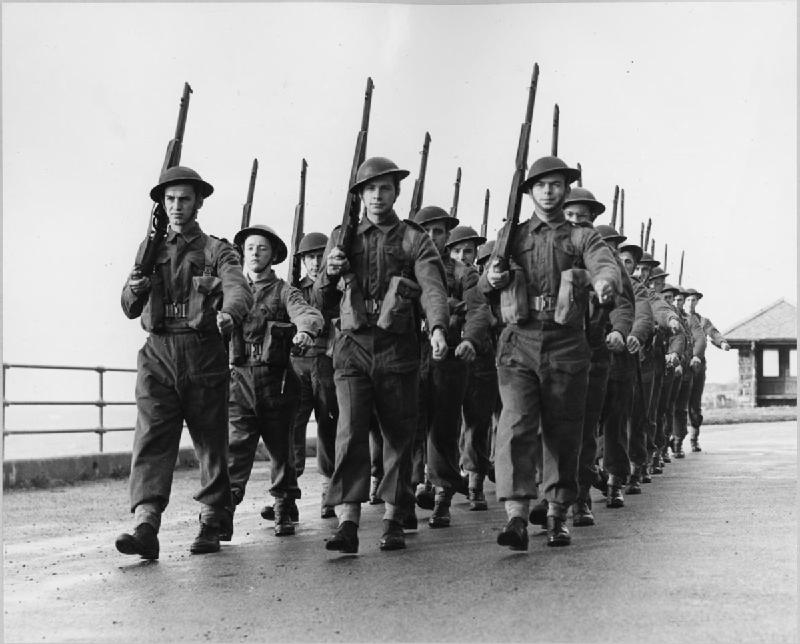
Luxemburger Exil-Truppen beim Exerzieren, England 1943

Nachdem der Gauleiter im Frühjahr 1942 die Verpflichtung zum Reichsarbeitsdienst für Luxemburger eingeführt hatte, setzte er am 30. August 1942 durch, dass auch Luxemburger zur deutschen Wehrmacht zwangsrekrutiert wurden. Diese wehrten sich mit einem nahezu spontanen landesweiten Generalstreik am 31. August 1942. Er wurde von der Gestapo blutig niedergeschlagen: 21 Streikende wurden noch am selben Tag standrechtlich erschossen, viele weitere wurden in Konzentrationslager verschleppt. Bis zur Befreiung durch die US-Armee am 10. September 1944 wurden 3963 Luxemburger verhaftet und in Konzentrationslager (meist ins SS-Sonderlager Hinzert) oder Gefängnisse verbracht; dabei starben 791 Menschen. 4187 Menschen wurden bei der Umsiedlungsaktion für Luxemburg meist in östliche Gebiete des Deutschen Reichs wie Schlesien oder das Sudetenland verschleppt. 640 Menschen verloren aus politischen Gründen ihren Arbeitsplatz.
Die Erlebnisse des Zweiten Weltkrieges und insbesondere die zwanghafte „Eingliederung“ in das nationalsozialistische Deutsche Reich führten dazu, dass sich die Luxemburger immer weniger als Deutsche verstanden, sondern dezidiert als Luxemburger. Auch der Einfluss der französischen Sprache und Kultur wurde stärker, sichtbar an der vermehrten Aufnahme französischsprachiger Ausdrücke in der heimischen moselfränkischen Sprache „Lëtzebuergesch“. Der Gebrauch der Sprache wurde so zu einem Symbol einer eigenständigen Identität und der Verbundenheit mit dem luxemburgischen Staat. Viele Ortschaften wurden im Weltkrieg zerstört – insbesondere der Norden des Landes wurde während der Ardennenoffensive (Dezember 1944/Januar 1945) schwer verwüstet. Junge Luxemburger, die sich der Rekrutierung als Soldat der Wehrmacht durch Flucht ins Ausland entziehen konnten, schlossen sich den Westalliierten an und kämpften beispielsweise in einem belgischen Bataillon, das an der Befreiung Belgiens und Luxemburgs beteiligt war.

## Nachkriegszeit
Nach dem Zweiten Weltkrieg wurde die Zoll- und Wirtschaftsunion schrittweise auf die Niederlande ausgedehnt (Benelux-Staaten). 1948 wurde formell die seit 1867 bestehende „immerwährende Neutralität“ aufgehoben. 1952 wurde Luxemburg Sitz der Europäischen Gemeinschaft für Kohle und Stahl (EGKS), auch Montanunion genannt.
Unter den Kabinetten Dupong (1945–1953) und Bech (1953–1958) wurde Luxemburg Mitglied
- der Vereinten Nationen (1945),
- des Europarats,
- der OEEC (Vorläufer der OECD),
- der NATO,
- der Montanunion,
- der Europäischen Wirtschaftsgemeinschaft (EWG) und
- der Europäischen Atomgemeinschaft (EURATOM).

Luxemburg ist Gründungsmitglied der Europäischen Union. Es ist heute Zweitsitz des EU-Ministerrates (Tagungen im April, Juni, Oktober in Luxemburg) und der EU-Kommission sowie Hauptsitz des Gerichtshofs der Europäischen Union, der Europäischen Investitionsbank und des Europäischen Rechnungshofes. Am 1. Januar 2002 wurde auch in Luxemburg der Euro als offizielles Zahlungsmittel im Bargeldverkehr eingeführt.